# 東京外国語大学出版会
東京外国語大学出版会（とうきょうがいこくごだいがくしゅっぱんかい）は、大学出版会である。東京外国語大学の有する世界諸地域の言語・文化・社会に関する教育研究成果の発信力強化を目的に、2008年10月に創設された。
出版会の活動には学生の参加を促しており、世界と出版文化という講義を企画・実施している（2016年以前の講義名称は「日本の出版文化」）。

## ピエリア・ブックス
出版の他、毎年春には小冊子（叢書）「ピエリア」（pieria）を配布している。ピエリアは、ギリシア神話におけるオリュンポス山麓の北部区域を指し、文芸を司る女神ムーサの生誕地とされる。